# Verdú
|  | Per a altres significats, vegeu «Verdú (desambiguació)». |

Verdú és un municipi de la comarca de l'Urgell que rega el canal Segarra-Garrigues. El terme municipal té 3.600 hectàrees. El paisatge el conformen turons i serres suaus intercalats amb valls i planes conreades de cereal, vinya, oliveres, ametllers i alguns camps de festucs. Hi ha disseminats petits bosquets de pins i alzines per tot el terme. L'economia agrària local se sustenta bàsicament pel conreu de la vinya. Verdú és conegut pel seu bon vi, per la ceràmica negra (terrissa), pel Castell de Verdú i l'Església de Santa Maria de Verdú, per Sant Pere Claver, també pel desaparegut Centre d'Art Contemporani de Cal Talaveró i també pel desaparegut Museu de Joguets i Autòmats de Manel Mayoral. Casals o cases pairals dels avantpassats del general Prim, fill de Reus, i de Josep Maria de Sagarra, poeta, escriptor i dramaturg. Bonic d'admirar també la Plaça Major porxada, els carrers i les petites places del nucli antic que envolta la muralla del 1184 i els seus quatre portals que s'obrien a primera hora del matí i es tancaven al capvespre i a la nit.

## Història
La història de Verdú està marcada per la seva pertinença al monestir de Poblet durant sis-cents anys (des del 1227 fins al 1835). La població, abans de la riuada de 1184, estava situada a la vall del riu Cercavins, damunt la font de Santa Magdalena i al voltant de l'ermita de Santa Magdalena. Després de la riuada que arrasà tres quartes parts de l'antic poble, la senyora de Verdú, Berenguera de Cervera, accedí que els vilatans traslladessin les seves cases dalt el pla, al voltant del Castell. A canvi els verdunins hagueren de bastir les muralles i portals envoltant la nova vila i fent-ne els fossats. El fill de Berenguera, Guillem de Cervera hipotecà la vila a Poblet, per a sufragar les despeses d'una croada a Terra Santa, creuada que fracassà. I sota els auspicis del monestir, Verdú gaudí de molts privilegis i avantatges, que el feren prosperar més que les poblacions veïnes, durant molts segles. Testimoni d'aquesta prosperitat en són el Castell, l'Església Parroquial i també el conjunt de carrers i cases pairals del nucli antic.

## Geografia
- Llista de topònims de Verdú (Orografia: muntanyes, serres, collades, indrets..; hidrografia: rius, fonts...; edificis: cases, masies, esglésies, etc).

## Demografia
| 1497 f | 1515 f | 1553 f | 1717 | 1787  | 1857  | 1877  | 1887  | 1900  | 1910  |
| ------ | ------ | ------ | ---- | ----- | ----- | ----- | ----- | ----- | ----- |
| 126    | 143    | 148    | 603  | 1.300 | 2.007 | 2.170 | 2.185 | 1.844 | 1.878 |

| 1920  | 1930  | 1940  | 1950  | 1960  | 1970  | 1981 | 1990 | 1992 | 1994 |
| ----- | ----- | ----- | ----- | ----- | ----- | ---- | ---- | ---- | ---- |
| 1.827 | 1.707 | 1.619 | 1.551 | 1.515 | 1.212 | 945  | 960  | 948  | 948  |

| 1996 | 1998 | 2000  | 2002  | 2004  | 2006  | 2008  | 2010  | 2012  | 2014 |
| ---- | ---- | ----- | ----- | ----- | ----- | ----- | ----- | ----- | ---- |
| 994  | 991  | 1.041 | 1.067 | 1.074 | 1.027 | 1.029 | 1.005 | 1.008 | 964  |

| 2016 | 2018 | 2020 | 2022 | 2024 | 2026 | 2028 | 2030 | 2032 | 2034 |
| ---- | ---- | ---- | ---- | ---- | ---- | ---- | ---- | ---- | ---- |
| 933  | 905  | 902  | 851  | 886  | -    | -    | -    | -    | -    |

## Castell de Verdú

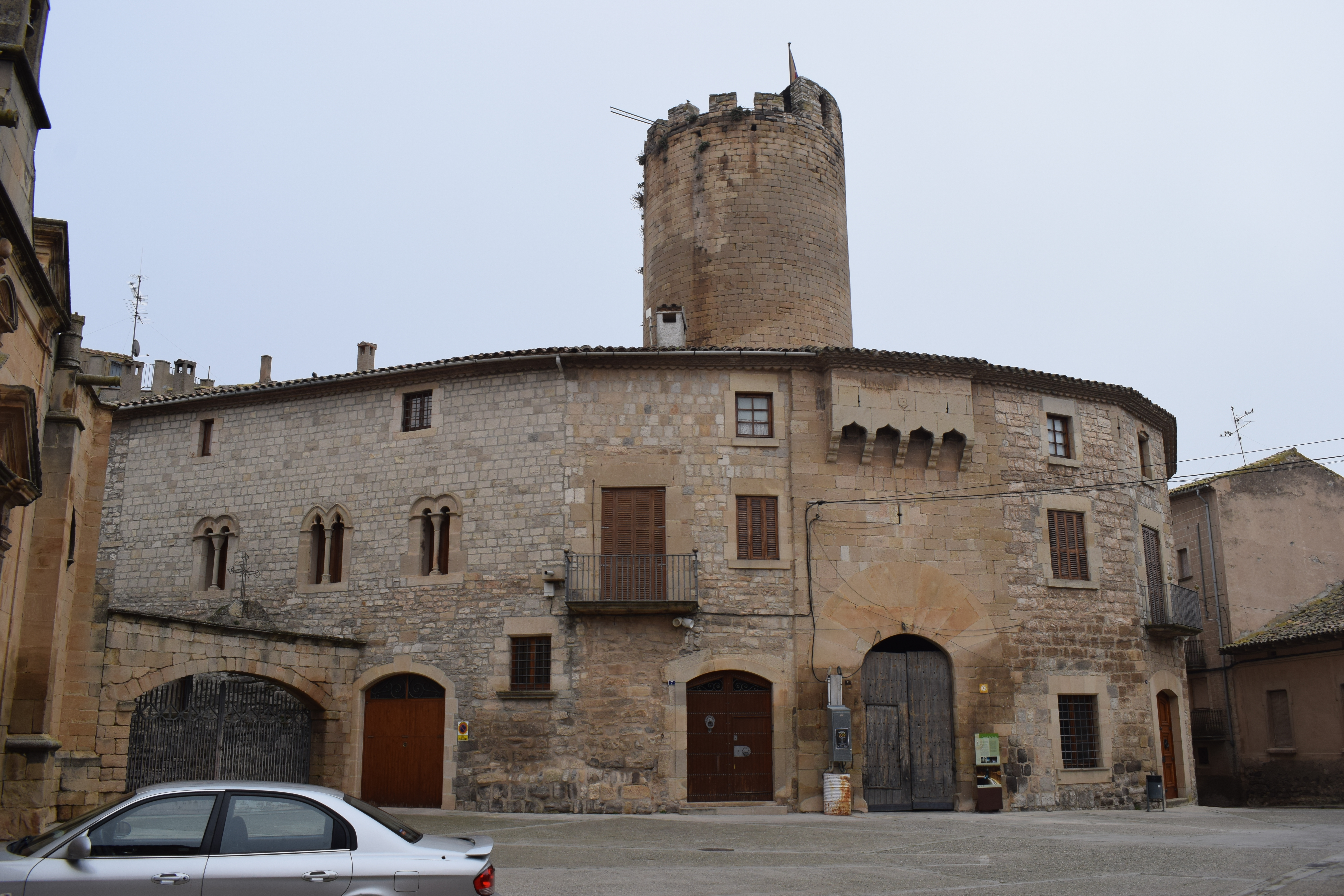
Castell de Verdú

El Castell de Verdú és una obra arquitectònica monumental. El corona una torre cilíndrica manresana de 25 metres d'alçada i 25 de diàmetre, construïda als volts de l'any 1080. Té dues sales romàniques, del segle xi i és l'únic castell català que conserva tres naus gòtiques grans sobreposades l'una damunt de l'altra. La tercera és la sala gòtica Abat Copons, que recentment restaurada és una joia del gòtic civil català. Al voltant del pati d'armes hi ha una galeria renaixentista amb una escalinata de pedra de l'abat de Poblet, Joan de Guimerà, vorejant la torre. A la planta baixa-soterrani hi intervingué per encàrrec de la Cooperativa de Verdú, l'arquitecte Cèsar Martinell, deixeble d'Antoni Gaudí qui deixà mostra de l'arquitectura modernista.

## Església de Santa Maria

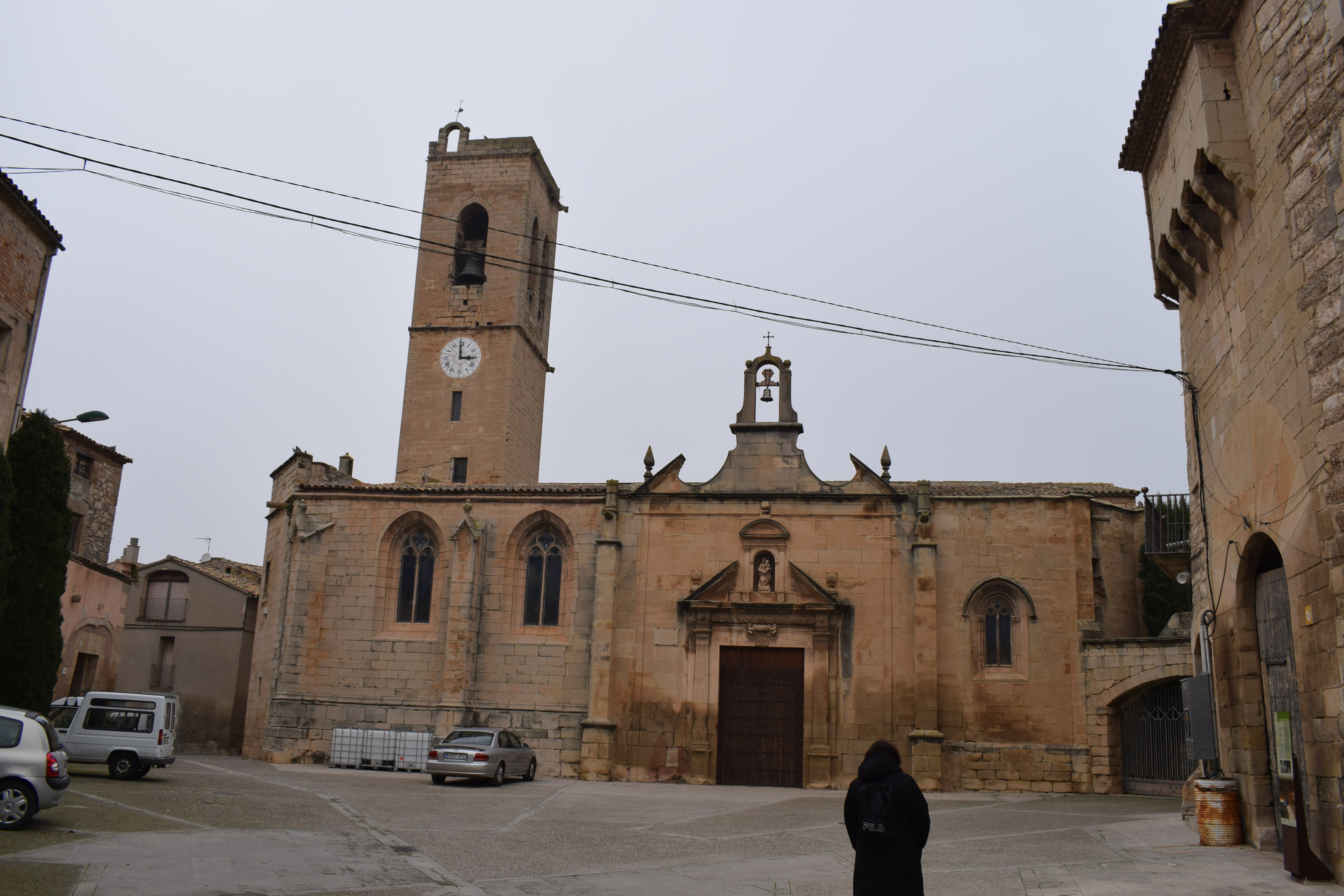
Església de Santa Maria

L'església de Santa Maria de Verdú L'actual església es pot datar cap a finals del segle xiii, per l'austeritat pròpia de l'Orde del Cister. Constava d'una única nau, però el creixement de la població provocà la progressiva ampliació. La imatge de pedra que presideix l'altar és del segle xv i fou realitzada per Andreu Pi i l'escultor Pere Joan. Aquest imaginaire també dugué a terme les portes de la sagristia. L'obra del retaule la realitzà el pintor Jaume Ferrer, un dels pintors amb més renom a les terres de Lleida en aquesta època. Avui en dia el retaule el podem veure al Museu Episcopal de Vic. L'església, d'acord amb les necessitats de la població, s'anà ampliant, acabant sent una església amb tres naus, cobertes la central, amb una volta de canó lleugerament apuntada i les dues laterals amb volta de creueria, donant testimoni de l'època en què es realitzaren. D'una època posterior és la talla de la Puríssima, d'estil barroc, realitzada per Agustí Pujol l'any 1623, que ja n'havia fet d'altres, sobretot a Barcelona. Cal destacar també l'absidiola de la nau dreta del temple dedicada a sant Flavià. La Guerra Civil feu que el retaule desaparegués. A mà esquerra hi ha la làpida de consagració de l'església, feta l'any 1586 per l'arquebisbe de Tortosa i posteriorment Tarragona Joan Terès i Borrull, virrei de Catalunya, i fill de la vila. Cal destacar també la imatge del Sant Crist, la imatge més preuada i de més veneració a Verdú. Datada entre finals del segle xiii i principis del segle xiv, que la població de Verdú implora en temps de secades i epidèmies. Cal que també fem esment a les actuals pintures que decoren l'altar, obra del pintor targarí Jaume Minguell, fetes els anys 1955-1956. L'última obra d'embelliment que s'ha dut a terme a l'església ha estat la col·locació dels vitralls, l'estiu del 2004, dedicats a sant Flavià, sant Pere Claver i sant Hipòlit. La rosassa pretén ser un homenatge a la població de Verdú.

## Sant Pere Claver i Corberó

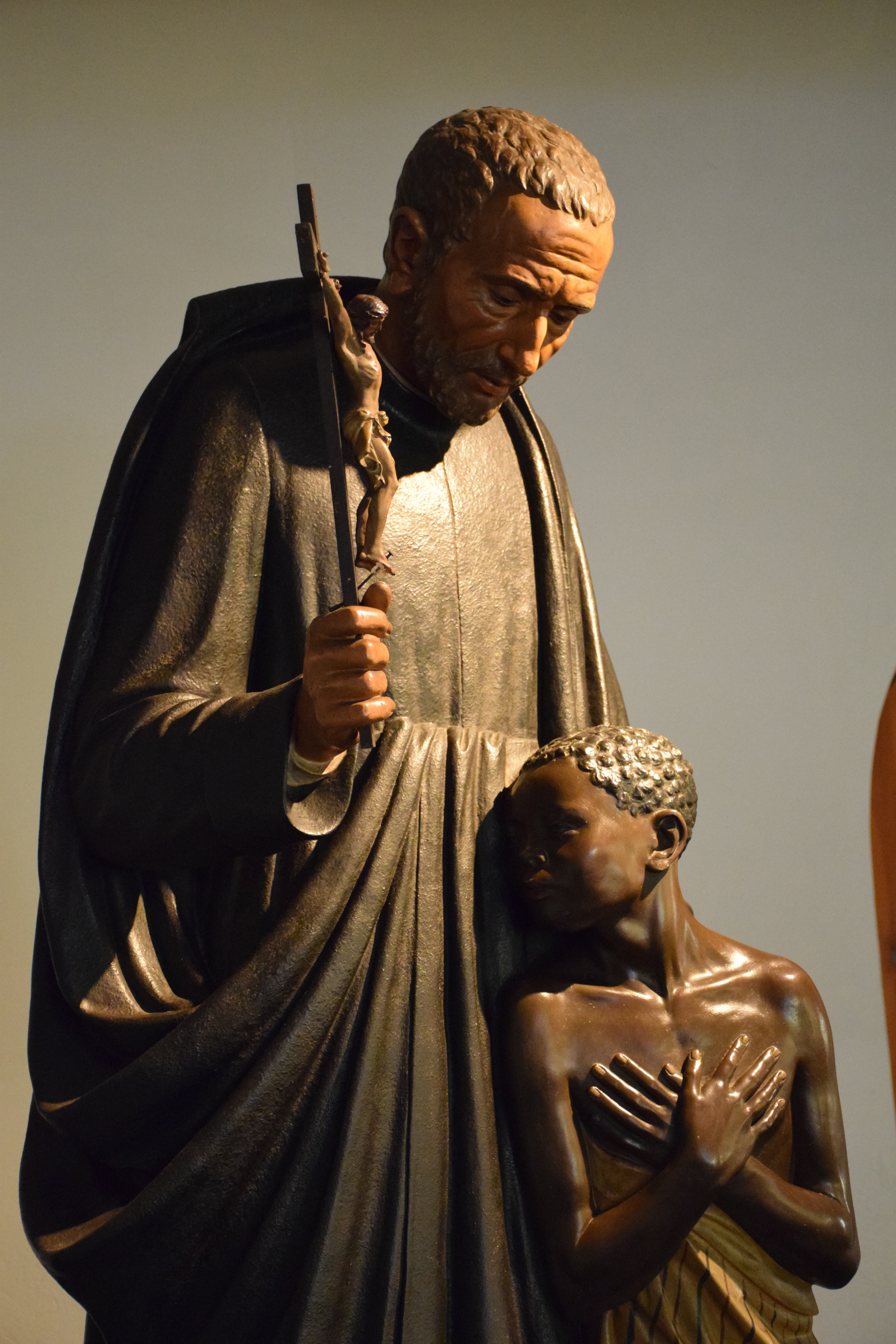
Imatge de Sant Pere Claver al santuari de las seva casa natal

Sant Pere Claver nasqué a Verdú l'any 1580, encara que aviat marxà a Barcelona per a estudiar lletres i arts, i el 1602 ingressà a la Companyia de Jesús. Anà a estudiar a Girona i Mallorca. Retornà Barcelona on feu estudis teològics i aviat se n'anà a Nova Granada com a missioner. Ordenat prevere l'any 1616 a la missió de Colòmbia, exercí allí fins a la mort un apostolat dedicat als esclaus negres fent el vot de ser ell mateix «sempre esclau dels esclaus». Es diu que en batejà més de tres-cents mil. Extenuat, morí a Cartagena d'Índies el dia 8 de setembre de 1654. Fou canonitzat per Lleó XIII l'any 1888, i més tard el mateix papa el declarà patró de les missions entre els negres. Fou proclamat patró de la República de Colòmbia.
Actualment es pot visitar el santuari dedicat a Sant Pere Claver, al lloc on nasqué aquest jesuïta.

## Fira d'animals de peu rodó[2]

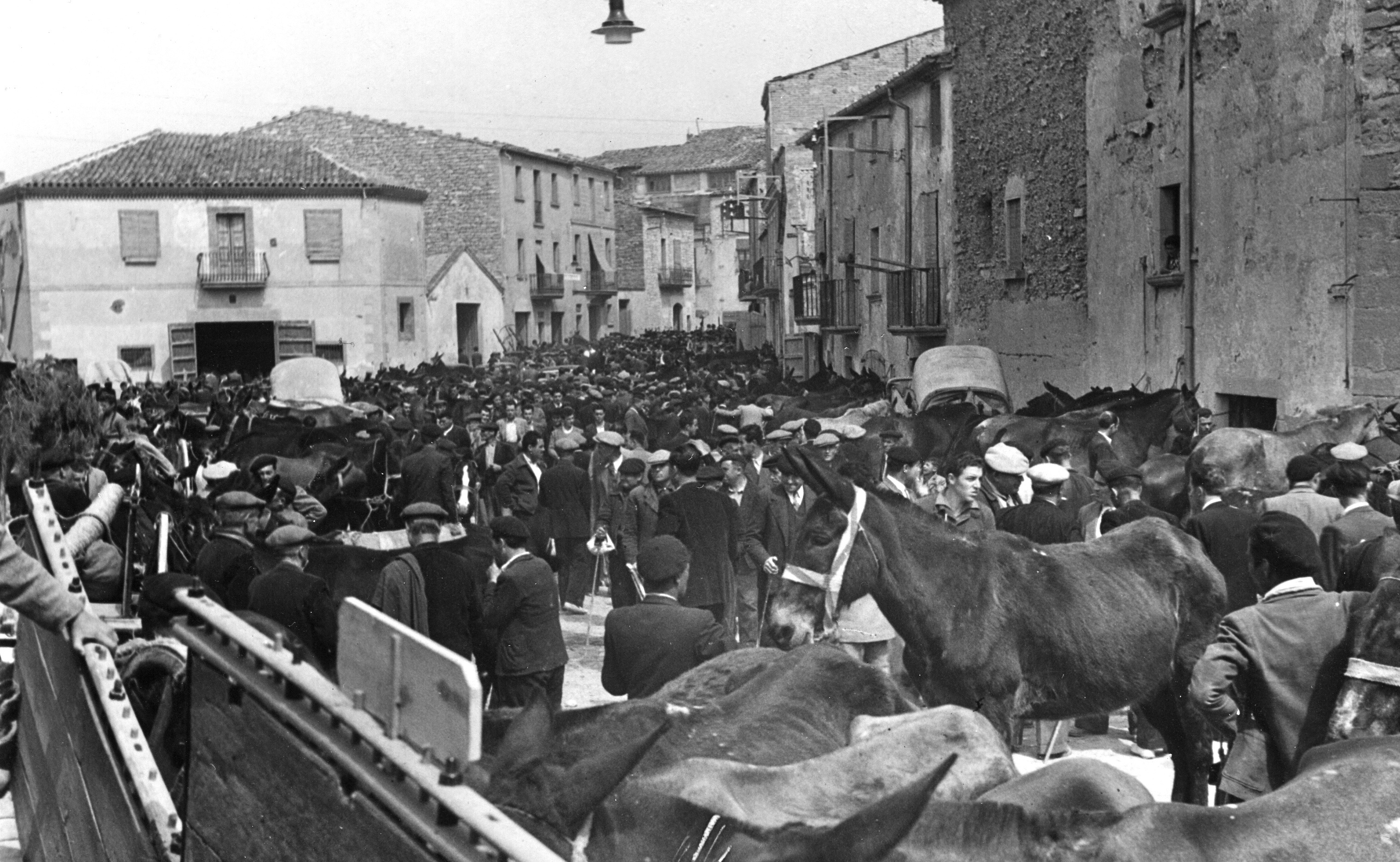

Verdú és conegut històricament per la ceràmica negra i sobretot per les fires de bestiar que s'hi celebraren durant sis-cents anys gràcies a la influència de Poblet les quals esdevingueren les més importants de tot Catalunya i part de l'estranger. El 10 de setembre de l'any 1378 el rei Pere III el Cerimoniós concedí el privilegi de fer una fira per sant Marc, el 25 d'abril, i de deu dies de durada. Més tard, el rei Ferran el Catòlic, prohibí que se'n celebrés cap altra en poblacions veïnes els dies abans, perquè no fessin competència a Verdú. Les fires s'acabaren el 1975 a causa de la mecanització del camp. La importància de la fira es pot veure avui encara perquè influí en l'urbanisme del poble: amb carrers molt amples on hi havia les quadres del bestiar, i una plaça gran i porxada on hi havia mercat. També en l'arquitectura de les cases, amb estables enormes, sales de menjar molt grosses, moltes habitacions al segon pis i golfes per encabir els firaires.

## Festa del Vi i la Verema

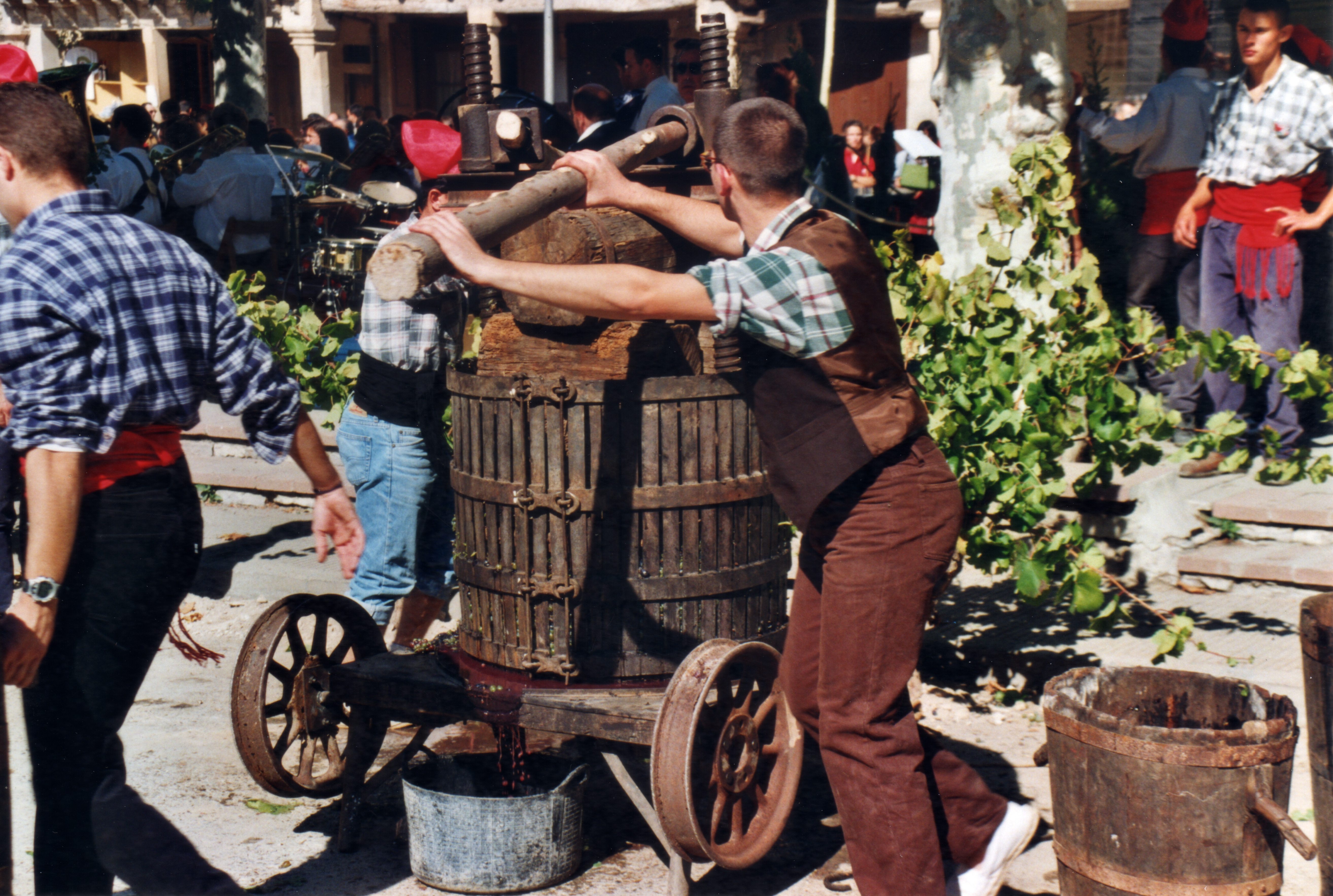
Homes premsant al Bacus del 1999

Des del 1990 se celebra de manera ininterrompuda (excepte el 2020 per la Covid-19) la Festa del Vi i la Verema o Bacus, una festa que mostra com es feia el vi antigament, durant tot el cap de setmana es fan activitats de tota mena relacionades amb el món del vi per a grans i petits; una d'aquestes activitats és el teatre de dissabte al vespre, on hi participen veïns de Verdú, i el de diumenge al migdia, a la Plaça Major, on es veu com es feia el vi antigament, on entren els carros carregats de raïm de les contrades verdunines. Alguns dels actes principals de la festa son el concurs de sardanes, la llangonissada i el correbacus el dissabte, i les trobades de gegants i puntaires el diumenge al mati.
La festa serveix d'aparador de Verdú i per a donar a conèixer els vins de Verdú i de la Vall del Corb: se celebra el primer cap de setmana d'octubre.

## El Vi
A Verdú hi ha quatre cellers que elaboren i venen vi dins la D.O. Costers del Segre i D.O. Catalunya. Verdú també està dins la D.O. Cava. El clima de contrastos de temperatura i la poca pluviometria fa que surtin uns vins negres intensos de gust i color, molt apreciats i premiats arreu del món. També els blancs, tant els madurats en bota com els joves, tenen uns aromes característics i amb excel·lent acceptació. A principis d'octubre se celebra cada any la Festa de la Verema i el Vi amb una mostra de vins i gastronòmica on es pot comprar directament a tots els cellers de Verdú i de la zona. Els cellers que elaboren a Verdú són Carviresa, Casa Pardet, Celler Cercavins, i Boldú viticultors

## Ceràmica[4]

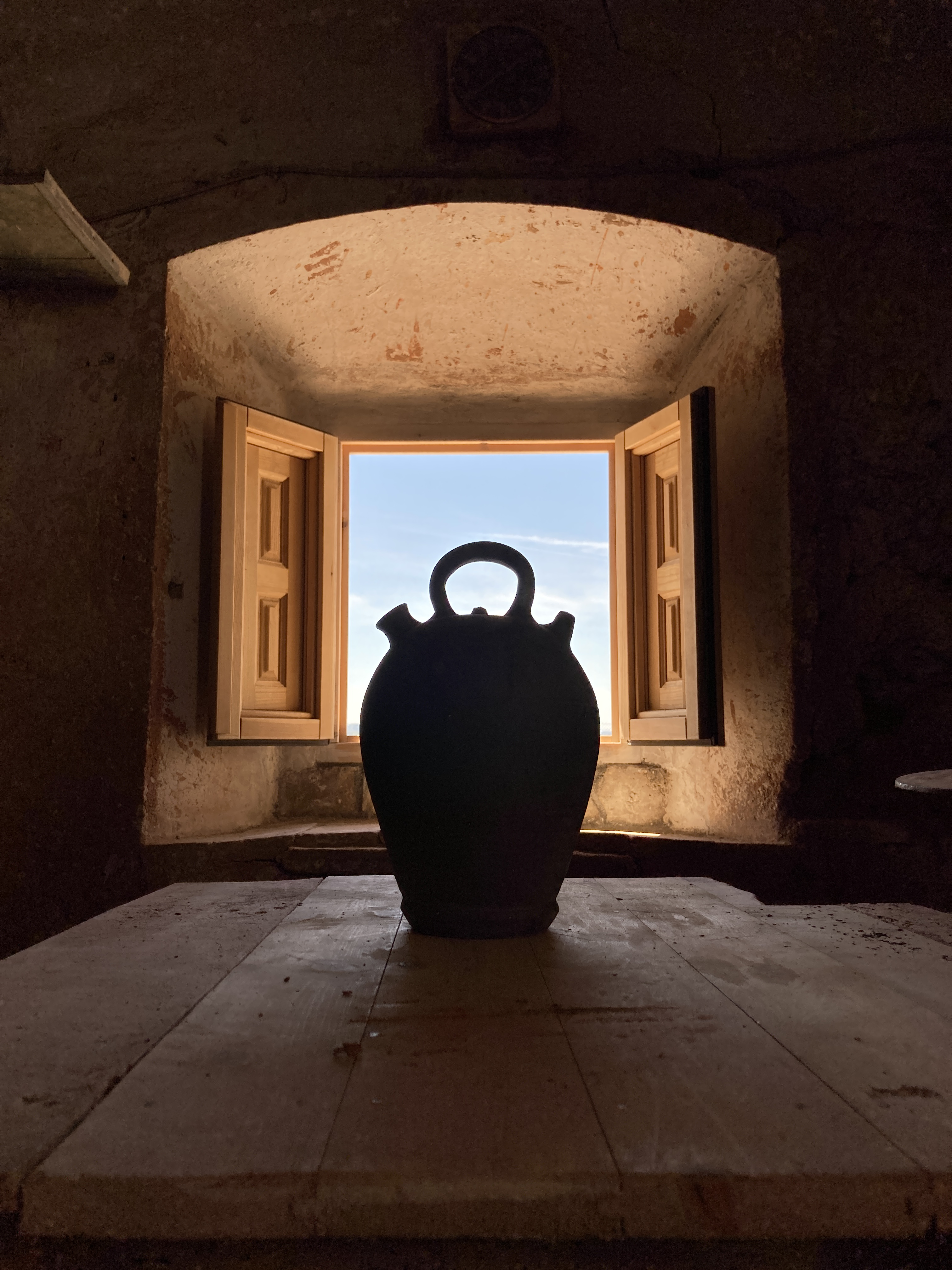
Silló característic de Verdú

Des dels temps dels romans arranca la tradició ceramista a Verdú. Ja en època romana estan localitzats tres forns als afores de la vila (als Molars), dels segles xiii i xiv. Però és a la segona meitat del segle XV quan es comença a fer ceràmica negra. Al segle xviii Verdú tenia uns trenta forns de ceràmica. Existia el gremi de ceramistes per regular l'ofici i ajudar-se en cas de necessitat. Des del sud de França fins a tot el nord d'Espanya i per la part meridional fins Albacete arribava la clientela de pagesos i menestrals que bevien l'aigua fresca dels «sillons» tan característics de Verdú, que és com s'anomenen a les contrades lleidatanes els càntirs. Actualment es manté la producció de ceràmica amb tres forns de ceràmica negra i quatre forns d'altres tipus de ceràmica. Fins al 2014, el primer cap de setmana de juny se celebrava la Festa del Silló i Fira de la Ceràmica de Verdú, que es va deixar de fer el 2014.

## Llocs d'interès

### Forn de ceràmica de Cal Berlí
És un espai de ceràmica tradicional, que pertanyia a la família de Josep Font, i que estigué en funcionament fins a l'any 2000.
Avui, per mitjà de la museïtzació, podem veure tot el procés de la ceràmica negra de Verdú, des de l'argilera fins al típic silló per beure aigua, passant per l'obrador, els torns, l'era, la bassa, els coberts per als feixos i l'imprescindible forn morú.
Cal Berlí és un espai de memòria de la terrissa negra de Verdú, que actualment pertany a l'Ajuntament de Verdú i és visitable.
El Forn de ceràmica de Cal Berlí és una obra de Verdú (Urgell) protegida com a Bé Cultural d'Interès Local.

### Cicles de concerts al pati de Cal Prim
Cada estiu des del 2011, un verduní obre les portes del seu pati, amb concerts de gran nivell i amb grans músics. A partir de les 22 h comença el concert amb gran afluència de públic, i on després es pot fer un tast de vins.

### Museu Arqueològic Col·lecció Ramon Boleda[6]

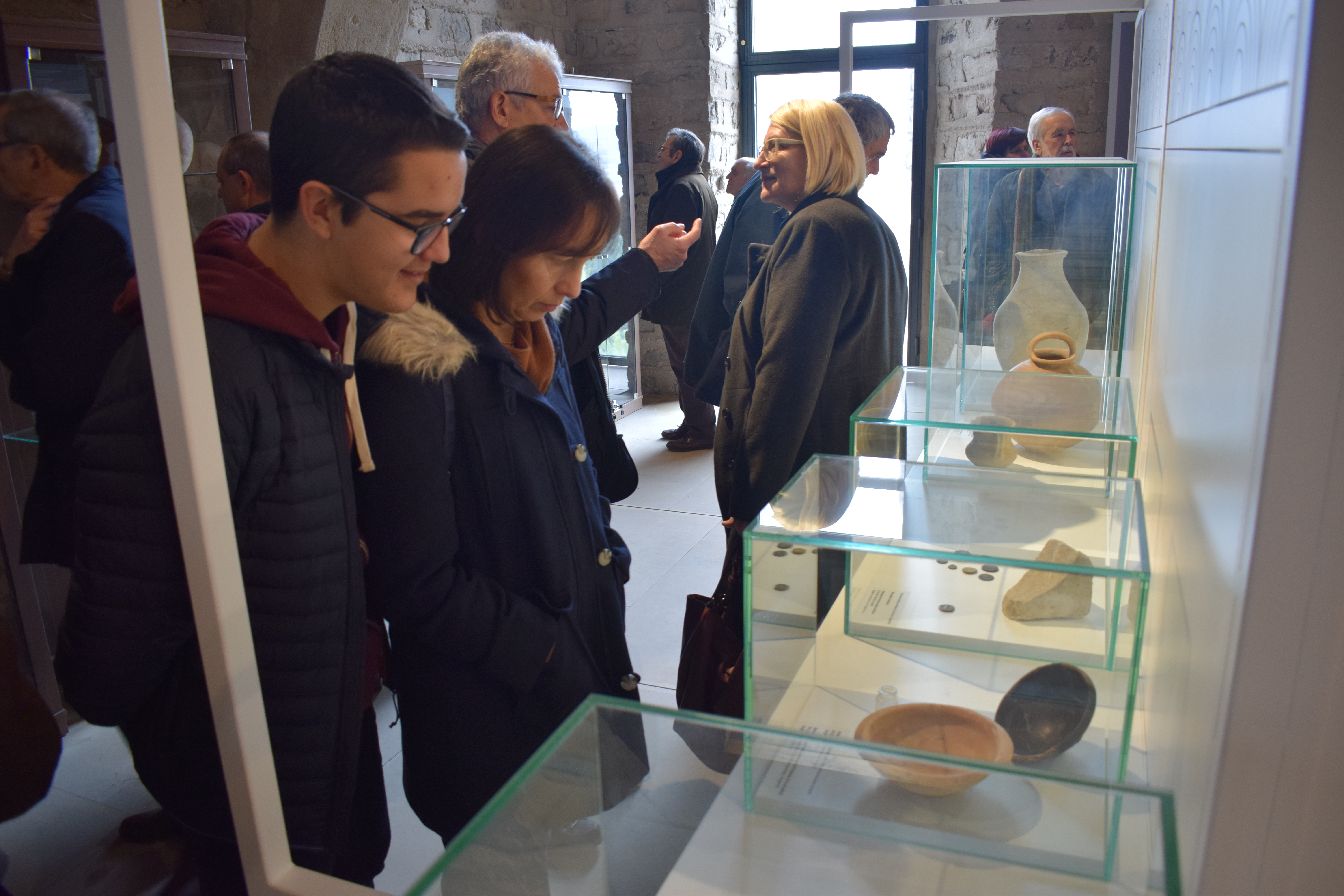
Museu Arqueològic Ramon Boleda el dia de la seva inauguració

El gener de 2020 s'inaugurà en una sala del Castell de Verdú el nou museu arqueològic, que l'historiador local, Ramon Boleda donà al Ajuntament de Verdú. Un recull de peces trobades pel mateix Boleda en diferents poblats ibèrics com Els Estinclells de Verdú, Moli d'Espígol de Tornabosu i d'altres, en diferents anys i que després ell mateix restaurava a casa seva.